# Nazionale maschile di pallavolo della Repubblica Dominicana
La nazionale di pallavolo maschile della Repubblica Dominicana è una squadra nordamericana composta dai migliori giocatori di pallavolo della Repubblica Dominicana ed è posta sotto l'egida della Federazione pallavolistica della Repubblica Dominicana.

## Risultati

### Competizioni FIVB
| 1949 | non qualificata | -            |
| 1952 | non qualificata | -            |
| 1956 | non qualificata | -            |
| 1960 | non qualificata | -            |
| 1962 | non qualificata | -            |
| 1966 | non qualificata | -            |
| 1970 | non qualificata | -            |
| 1974 | 22º posto       | Convocazioni |
| 1978 | non qualificata | -            |
| 1982 | non qualificata | -            |
| 1986 | non qualificata | -            |
| 1990 | non qualificata | -            |
| 1994 | non qualificata | -            |
| 1998 | non qualificata | -            |
| 2002 | non qualificata | -            |
| 2006 | non qualificata | -            |
| 2010 | non qualificata | -            |
| 2014 | non qualificata | -            |
| 2018 | 24º posto       | Convocazioni |
| 2022 | non qualificata | -            |

### Competizioni NORCECA
| 1969 | non qualificata | -            |
| 1971 | non qualificata | -            |
| 1973 | 6º posto        | Convocazioni |
| 1975 | non qualificata | -            |
| 1977 | 7º posto        | Convocazioni |
| 1979 | 4º posto        | Convocazioni |
| 1981 | 6º posto        | Convocazioni |
| 1983 | non qualificata | -            |
| 1985 | 4º posto        | Convocazioni |
| 1987 | 4º posto        | Convocazioni |
| 1989 | 6º posto        | Convocazioni |
| 1991 | 6º posto        | Convocazioni |
| 1993 | non qualificata | -            |
| 1995 | 6º posto        | Convocazioni |
| 1997 | 7º posto        | Convocazioni |
| 1999 | non qualificata | -            |
| 2001 | 4º posto        | Convocazioni |
| 2003 | non qualificata | -            |
| 2005 | 4º posto        | Convocazioni |
| 2007 | 5º posto        | Convocazioni |
| 2009 | 6º posto        | Convocazioni |
| 2011 | non qualificata | -            |
| 2013 | 6º posto        | Convocazioni |
| 2015 | non qualificata | -            |
| 2017 | 2º posto        | Convocazioni |
| 2019 | 6º posto        | Convocazioni |
| 2021 | 6º posto        | Convocazioni |
| 2023 | 4º posto        | Convocazioni |

| 2021 | 4º posto | Convocazioni |
| 2022 | 6º posto | Convocazioni |
| 2023 | 6º posto | Convocazioni |
| 2024 | 6º posto | Convocazioni |

| 2022 | 2º posto | Convocazioni |
| 2023 | 2º posto | Convocazioni |
| 2024 | 2º posto | Convocazioni |
| 2025 | 3º posto | Convocazioni |

### Competizioni zonali
| 1955 | non qualificata | -            |
| 1959 | 4º posto        | Convocazioni |
| 1963 | non qualificata | -            |
| 1967 | non qualificata | -            |
| 1971 | non qualificata | -            |
| 1975 | non qualificata | -            |
| 1979 | 7º posto        | Convocazioni |
| 1983 | non qualificata | -            |
| 1987 | 6º posto        | Convocazioni |
| 1991 | non qualificata | -            |
| 1995 | non qualificata | -            |
| 1999 | non qualificata | -            |
| 2003 | 6º posto        | Convocazioni |
| 2007 | non qualificata | -            |
| 2011 | non qualificata | -            |
| 2015 | non qualificata | -            |
| 2019 | non qualificata | -            |
| 2023 | 5º posto        | Convocazioni |

| 2006 | 2º posto  | Convocazioni |
| 2007 | 5º posto  | Convocazioni |
| 2008 | 3º posto  | Convocazioni |
| 2009 | 3º posto  | Convocazioni |
| 2010 | 6º posto  | Convocazioni |
| 2011 | 8º posto  | Convocazioni |
| 2012 | 3º posto  | Convocazioni |
| 2013 | 6º posto  | Convocazioni |
| 2014 | 8º posto  | Convocazioni |
| 2015 | 8º posto  | Convocazioni |
| 2016 | 6º posto  | Convocazioni |
| 2017 | 6º posto  | Convocazioni |
| 2018 | 10º posto | Convocazioni |
| 2019 | 9º posto  | Convocazioni |
| 2022 | 7º posto  | Convocazioni |
| 2023 | 10º posto | Convocazioni |
| 2024 | 5º posto  | Convocazioni |

### Competizioni estinte
| 2018 | non qualificata | -            |
| 2019 | non qualificata | -            |
| 2022 | non qualificata | -            |
| 2023 | 6º posto        | Convocazioni |
| 2024 | non qualificata | -            |

| 1998 | non qualificata | -            |
| 1999 | non qualificata | -            |
| 2000 | non qualificata | -            |
| 2001 | non qualificata | -            |
| 2005 | non qualificata | -            |
| 2007 | 6º posto        | Convocazioni |
| 2008 | non qualificata | -            |